# Креммін
Креммін (нім. Kremmin) — громада в Німеччині, розташована в землі Мекленбург-Передня Померанія. Входить до складу району Людвігслуст-Пархім. Складова частина об'єднання громад Грабов.
Площа — 16,86 км2. Населення становить 234 ос. (станом на 31 грудня 2020).